# Bhilai Nagar
Bhilai Nagar är den näst största staden i delstaten Chhattisgarh i Indien, och tillhör distriktet Durg. Folkmängden uppgick till cirka 630 000 invånare vid folkräkningen 2011. Bhilai Nagar bildar tillsammans med grannstaden Durg och andra mindre orter ett storstadsområde som beräknades ha cirka 1,2 miljoner invånare 2018. Områdets viktigaste näring är stålindustrin.